# Askanijci
Askanijci, vladarska rodbina v severni Nemčiji, ki se deli na štiri veje: Anhalt, Brandenburg, Lauenburg in Wittenberg.
Rodbina se je v 6. stoletju preselila s Švabskega v t. i. Schwabengau na severnem robu pogorja Harz. Imenujejo se po gradu in grofiji Aschersleben (ali Ascherien), iz česar je po mitološki navezavi na Enejevega sina Askanija nastalo ime Askanijci. V tekmovanju s sosednjimi Sasi niso bili kaj prida uspešni. Najbolj se je uveljavil Albert Medved, ki je leta 1134 dobil pravico do Severne marke in je na ozemlju vzhodno od Labe ustanovil marko Brandenburg. Ko je brandenburška veja Askanijcev leta 1319 izumrla, ostale askanijske veje niso imele dovolj moči, da bi marko v konkurenci z Wittelsbachi obdržale.
Najmlajši sin Alberta Medveda, Bernhard (†1212), je po padcu saškega in bavarskega vojvode Henrika Leva leta 1180 dobil del njegove vojvodine Saške, ob spodnjem toku Labe okrog Lauenburga, in vojvodski naslov. K temu je pridobil še ozemlje vzhodno od srednje Labe s središčem v Wittenbergu. Koncem 13. stoletja se je vojvodina razdelila: nastali sta vojvodina Saška-Lauenburg in vojvodina Saška-Wittenberg. Slednja se je leta 1356 združila s (tudi askanijsko) palatinsko grofijo Saško, ki ji je prinesla čast volilnega kneza. Z zlato bulo cesarja Karla IV. je bil sedež v kolegiju volilnih knezov potrjen, nastala je volilna kneževina, vojvodina Saška. Ko je leta 1422 wittenberška veja Askanijcev izumrla, lauenburški Askanijci v prizadevanjih za nasledstvo niso uspeli. Cesar Sigismund Luksemburški je vojvodino Saško dodelil meißenskemu mejnemu grofu Frideriku IV. iz rodbine Wettincev za zasluge v husitskih vojnah.
Z izumrtjem Laueberžanov leta 1689 je njihova vojvodina pripadla rodbini Welfov.
Ostala je le še askanijska veja Anhalt, ki pa so jo oslabile pogoste delitve imetja (zadnja v 17. stoletju). Nasproti obdajajočim jih luteranskim Wettincem so se oprijeli kalvinizma in se povezali z rodbinama Oranskih in Hohenzollerjev in odločilno prispevali k gradnji brandenburško-pruske države.